# Giovanni Battista Cavalletto
Giovanni Battista Cavalletto, oppure de Cabaleto (Bologna, XV secolo – Bologna, XVI secolo), è stato un miniatore, pittore e scultore italiano, oltre che poeta e musicista.

## Biografia
Figlio di Francesco di bolognese, Cavalletto fu attivo dal 1486 al 1523 al servizio della fabbrica di San Petronio, negli anni del mecenatismo dei Bentivoglio; difatti dedicò una canzone intitolata Contro la desperata, ad Annibale II Bentivoglio, figlio di Giovanni II.
Cavalletto risultò molto considerato dai suoi contemporanei, dato che il poeta portoghese Enrico Cajado lo celebrò nelle sue Aeclogae et Silvae et Epigrammata, pubblicate nel 1501 a Bologna.
Nella sua casa in pieno centro città ospitò Benvenuto Cellini, a dimostrazione sia dell'importanza dell'artista sia della sua versatilità artistica,dato che oltre alle miniature realizzò opere in numerose discipline artistiche.
Assieme a lui il figlio Scipione, anche lui miniatore, che seguì lo stile paterno, ingentilendone le forme, e che collaborò con i miniatori Giovanni Battista Trombetti, bolognese, e Damiano, parmense.
Come miniaturista il Cavalletto miscelò assieme i modi secchi e lineari dello stile tradizionale della scuola bolognese con influenze ferraresi e quelle di Martino da Modena, con il quale lavorò ai libri corali della basilica di San Petronio, realizzando nel 1486 la miniatura raffigurante i Santi Fabiano e Sebastiano (Bologna, Museo della Fabbrica di S. Petronio, Corale XII).
Cavalletto ricevette pagamenti riferiti al Corale XIV (Messa di San Petronio, 1511), oltre che per il Corale XV (Vespri nella solennità del Santo, 1523).
Negli stessi libri sono documentati i pagamenti fatti al figlio Scipione e ai suoi collaboratori.
Del Cavalletto si conserva una sola opera datata e firmata, e risale al 1º febbraio 1523 la miniatura con l'Incoronazione di Maria nella prima pagina degli Statuti dell'arte dei Mercanti e Drappieri di Bologna (Museo civico).
Inoltre si distinse per l'Officio della settimana santa (Bologna, Museo civico medievale), in cui rivela più evidenti i caratteri ferraresi della sua formazione.
Al Cavalletto è attribuita la miniatura del frontespizio degli Statuti del Collegio dei giuristi di Bologna (Archivio di Stato) raffigurante l'Assunzione di Maria fiancheggiata dai Santi Pietro e Paolo.

## Opere

### Musica
- Contro la desperata.

### Miniature
- Santi Fabiano e Sebastiano, 1486;
- Messa di San Petronio, 1511;
- Vespri nella solennità del Santo, 1523;
- Incoronazione di Maria, 1523;
- Officio della settimana santa;
- Assunzione di Maria fiancheggiata dai Santi Pietro e Paolo.